# دوريس أوير
دوريس أوير (بالألمانية: Doris Auer)‏ هي منافسة ألعاب القوى نمساوية، ولدت في 10 مايو 1971 في فيينا في النمسا.

## وصلات خارجية
- دوريس أوير على موقع الاتحاد الدولي لألعاب القوى (الإنجليزية)
- دوريس أوير على موقع أوليمبيديا (الإنجليزية)